# Tubificoides intermedius
Tubificoides intermedius är en ringmaskart som först beskrevs av Cook 1969.  Tubificoides intermedius ingår i släktet Tubificoides och familjen glattmaskar. Inga underarter finns listade i Catalogue of Life.